# Holiday (película de 2018)
Holiday es una película dramática danesa escrita y dirigida por Isabella Eklöf y estrenada en 2018. 
Coproducción internacional, la película fue producida por David B. Sørensen y proyectada en la sección de competición dramática de cine mundial en el Festival Sundance de 2018. Logró 4 premios Bodil, entre ellos el de Mejor película danesa.

## Sinopsis
Michael es un traficante de drogas que lleva a sus amigos, incluida su novia Sascha, de vacaciones a Bodrum, en la Riviera turca. Allí se involucran en actividades como tomar el sol y disfrutar del parque acuático. Mientras visita una heladería, Sascha conoce a dos holandeses, Frederik y Thomas, y habla con ellos de manera informal. Sascha y sus amigos van a cenar a un restaurante y ella ve a los holandeses de nuevo. Conoce a Thomas una noche y comparte drogas con él. Cuando uno de sus hombres, Musse, aparece en la casa, Michael lo golpea brutalmente, temiendo que la policía pudiera haber seguido a Musse hasta él. Todavía furioso, viola a Sascha, un ataque que es presenciado por una parte desconocida en la casa, que no hace nada para intervenir. Michael se da cuenta de que los tratos de drogas han sido un éxito y recompensa generosamente a Musse.

## Ficha técnica
- Título francés : Holiday
- Realización : Isabella Eklöf
- Guion : Johanne Algren , Isabella Eklöf, según una novela de Alexander Engel
- Fotografía : Nadim Carlsen
- Montaje : Olivia Neergaard-Holm
- Música : Martin Dirkov
- País de origen : Dinamarca, Países Bajos, Suecia
- Lengua original : danés
- Formato : color
- Género : dramático
- Duración : 93 minutos
- Fechas de salida :
  - Estados Unidos :  21 de enero de 2018   (Sundance)

## Reparto
- Victoria Carmen Sonne : Sascha
- Lai Yde : Michael
- Thijs Römer : Tomas
- Yuval Segal : Bobby
- Bo Brønnum : Bo
- Adam Ild Rohweder : Musse
- Morten Hemmingsen : Jens
- Mill Jober : Maria
- Laura Kjær : Tanja
- Stanislav Sevcik : Karsten
- Saxe Rankenberg Frey : Emil
- Michiel de Jong : Frederik
- Barbara Lervig
- Lewis Oliver James Wallace
- Mathias Bengtsson : Swedish Guy